# Пасифик (округ)
Округ Пасифик (англ. Pacific County) — округ штата Вашингтон, США. Население округа на 2000 год составляло 20 984 человек. Административный центр округа — город Саут-Бенд.

## История
Округ Пасифик основан в 1851 году.

## География
Округ занимает площадь 2525,2 км2.

## Демография
Согласно переписи населения 2000 года, в округе Пасифик проживало 20 984 человек (данные Бюро переписи населения США). Плотность населения составляла 8.3 человек на квадратный километр.